# Dubensko
Dubensko (též Dlouhý hřeben) je vrch v Plaské pahorkatině a současně přírodní rezervace v jeho severním svahu nad řekou Javornicí v severovýchodním cípu okresu Plzeň-sever, přibližně 3 km východně od vsi Chříč.
Vrch s nadmořskou výškou 414 metrů geomorfologicky spadá do celku Plaská pahorkatina, podcelku Kralovická pahorkatina, okrsku Radnická vrchovina a podokrsku Skryjská vrchovina.

## Přírodní rezervace
Rezervace je součástí CHKO Křivoklátsko. Ve smíšeném lesním porostu dubohabřin, který má místy charakter suťového lesa, převažuje lípa velkolistá a dub letní, doplňované jedlí, habrem a jilmem. Roztroušeně se v rezervaci vyskytuje vzácný tis červený. V 60. letech 20. století bylo v rezervaci napočítáno 80 kusů a v okolí bylo odhadnuto dalších 320 kusů, což řadí Dubensko mezi nejvýznamnější tisové lokality v Česku. Některé exempláře rovněž patří se svojí výškou 17–20 metrů mezi nejvyšší v Česku.
Rezervace byla vyhlášena 13. srpna 1965 na ploše 4,83 ha, ale o její výjimečnosti se ví mnohem déle – popsána byla Františkem Malochem již ve 20. letech 20. století.